# Війна проти всіх
«Війна проти всіх» (англ. War on Everyone) — британський кримінально-комедійний фільм, знятий Джоном Майклом Мак-Доною. Світова прем'єра стрічки відбулась 12 лютого 2016 року на Берлінському міжнародному кінофестивалі, а в Україні — 24 листопада 2016 року. Фільм розповідає про двох корумпованих поліцейських, які займаються шантажем бандитів.

## У ролях
- Александр Скашгорд — Террі Монро
- Майкл Пенья — Боб Боланьо
- Тео Джеймс — Лорд Джеймс Манган
- Малкольм Баррет — Реджі
- Тесса Томпсон — Джекі Голліс
- Калеб Лендрі Джонс — Расселл Бедвелл
- Пол Райзер — лейтенант Джеррі Стентон
- Стефані Сігман — Долорес